# Euridice (regina egizia)
Euridice (in greco antico: Εὐρυδίκη?, Eurydìkē; Macedonia, 340 a.C. circa – dopo il 287 a.C.) è stata una regina macedone antica, consorte di Tolomeo I, re d'Egitto.

## Biografia
Euridice era una delle figlie di Antipatro, il generale di Alessandro Magno che era stato confermato come stratego d'Europa dopo la morte del re e la conseguente spartizione di Babilonia (323 a.C.). Dopo la spartizione di Triparadiso (321 a.C.), Antipatro fu invece nominato reggente dell'impero macedone al posto di Perdicca.
Euridice aveva due sorelle, Fila, che sposò prima Cratero e poi, rimasta vedova, Demetrio I Poliorcete, futuro re di Macedonia, e Nicea, che andò in sposa a Lisimaco, satrapo e poi re di Tracia e successore di Demetrio sul trono di Macedonia. 
Verso il 320 a.C. Euridice fu inviata dal padre in Egitto per sposare Tolomeo I, satrapo e futuro primo re della dinastia tolemaica. Nel suo viaggio, Euridice era accompagnata dalla sua seconda cugina Berenice I, che qualche anno dopo sposò anche lei il re, che ebbe quindi due mogli contemporaneamente.
Da Tolomeo, Euridice ebbe quattro figli:
- Tolomeo Cerauno, successore di Lisimaco sul trono di Macedonia,
- Meleagro, successore del fratello sul trono di Macedonia,
- Lisandra, moglie prima di Alessandro, figlio di Cassandro I e, dopo la sua morte, di Agatocle, figlio di Lisimaco e della zia Nicea,
- Tolemaide, data in sposa da Euridice a Demetrio Poliorcete durante la sua visita a Mileto, dove la regina aveva preso residenza lontano dalla corte di Alessandria, forse a causa del fatto che il marito aveva scelto come erede il figlio di Berenice Tolomeo II invece che suo figlio Tolomeo Cerauno (Demetrio era tra l'altro già sposato a Fila, zia di Tolemaide).[3][2]